# Elle ou dix mille lucioles
Elle ou dix mille lucioles est le quatorzième album de la série de bande dessinée Jonathan. 
À chaque album de la série est associée une liste de musiques d'ambiance. Pour ce tome : 
- Air : Photograph (Pocket Symphony)
- Midnight Oil : Mountains of Burma (Blue Sky Mining)
- Tōru Takemitsu : Say Sea, Take Me (Quotation of Dream)

## Personnages
- Jonathan :